# Aspidiophorus tetrachaetus
Aspidiophorus tetrachaetus is een buikharige uit de familie Chaetonotidae. Het dier komt uit het geslacht Aspidiophorus. Aspidiophorus tetrachaetus werd in 1986 voor het eerst wetenschappelijk beschreven door Kisielewski. 